# Сулейманіди
Сулейманіди (араб. السليمانيون) — ранньосередньовічна арабська династія і держава в Магрибі. Утворена нащадком халіфа Алі. Тривалий час перебувала в залежності від Ідрісидів. З 931 року починається протистояння з Фатімідами, які 954 року остаточно ліквідували володіння Сулейманідів.

## Історія
Після невдалого повстання 786 року синів Хасана ібн Алі — Ідріса і Сулеймана — проти Аббасидів вони втекли до Магрибу. Тут вони здобули підтримку берберського племені авраба. Після перемоги над Абу Курра, шейхом берберів-іфрана і правителем Тлемсену, Сулейман був призначений братом еміром Тлемсену. Проте його становище не було стабільним через переважання в місті християнського населення. Ймовірно він не зміг тут утриматися, а мав резиденцію поблизу. Вже 814 року його сина Мухаммеда війська Ідрісидів відновили в Тлемсені. 
З цього часу зміцнюється залежність держави Сулейманідів від Ідрісидів. які до початку X ст. були сателітами останніх.

Монети Сулейманідів

Після смерті Мухаммеда 828 року його володіння були розділені між його синами: Іса отримав Аршкул, Ахмед — Тлемсен, Ідріс — в Джраву (Джараву), Ібрагім — Тенес. Все це послабило Сулейманідів, що вимушені були протистояти Рустамідам та берберським племенам. Період в майже 100 років про Сулейманідів обмаль відомостей, оскільки вони перетворилися на незначущу силу в Магрибі.
У 931 році фатімідський полководець Муса ібн Абі'ль-Афія захопив Тлемсен. Протягом 935—938 років Сулейманіди втратили Джараву і Ашкуль останній було передано синам Ібрагіма ібн Ідріса з Джаравської гілки). При цьому вони намагалися маневрувати між Кордовським і Фатімідським халіфатами.
Після смерті Ібрагіма емірат Тенес було розділено між синами — Ісою, еміром Сук-Ібрагіма, і Мухаммедом, еміром Тенеса. Інший їхній брат Ях'я, що спробував отримати військо з Кордови, зазнав поразки від фатімідських військ й втік до північних маграва в Танжері.
934 року Зіріди завдали остаточної поразки Сулейманідам, повалили Алі, еміра Тенесу, тим самим ліквідувавши останнє володіння цієї династії. Представники Сулейманідів зрештою перебралися до Піренейського півострова.

## Еміри
- Сулейман I (786—814)
- Мухаммед (814—828)

### Еміри Тлемсену
- Ахмад (828—?)
- Мухаммад II
- невідомі еміри
- Аль-Касім (?—931)

### Еміри Джарави
- Ідріс (828—?)
- Абу'л-Іш Айша
- Аль-Хасан (?—935)

### Еміри Аршкула
- Іса (828—?)
- невідомі
- Ібрагім ібн Ідріс (935)
- Ях'я (935)
- Ідріс (935—938)

### Еміри Тенесу
- Ібрагім (828—?)
- Мухаммед
- Ях'я і Абдаллах
- Алі ібн Ях'я (?—954)

### Еміри Сук-Ібрагіма
- Іса ібн Ібрагім
- Аль-Касім
- Ахмад